# Тома Јоксимовић
Тома Јоксимовић, рођен у селу Бучу око 1876. године, учитељ у селу Бобово код Пљеваља 1900−1908 и у околини Берана, ухапшен у Нурибеговој афери и провео на робији годину дана, активан борац Балканског и Светског рата, одликован већим бројем одликовања, за време окупације био у ропству, 1918. изабран да код Врховне српске команде у Скопљу поради на уједињењу, потом изабран за посланика у Велике народне скупштине у Подгорици, која је прокламовала уједињење Црне Горе са Србијом.